# Dobera glabra
Dobera glabra är en tvåhjärtbladig växtart som först beskrevs av Forsk., och fick sitt nu gällande namn av Antoine Laurent de Jussieu och Jean Louis Marie Poiret. Dobera glabra ingår i släktet Dobera och familjen Salvadoraceae. Inga underarter finns listade i Catalogue of Life.